# Anatol Stati
Anatol Stati (n. 25 octombrie 1952) este un om de afaceri din Republica Moldova, considerat a fi cel mai bogat om din țară.
Averea acestuia este estimată la două miliarde de dolari.
Stati este fondator, președinte și CEO al companiei Ascom Group încă din 1994, aceasta având afaceri în domeniul petrolului în Kazahstan și Sudan.